# Dirk Kuyt
Dirk Kuijt (prononcé en néerlandais : [ˈdɪr(ə)ˈkœyt] ), dit Dirk Kuyt, né le 22 juillet 1980 à Katwijk aux Pays-Bas, est un ancien footballeur international néerlandais évoluant au poste d'attaquant, reconverti entraîneur.
En club, il est meilleur buteur du championnat des Pays-Bas avec le Feyenoord Rotterdam en 2005, puis dispute 285 matchs avec Liverpool entre 2006 et 2012. En sélection, il est l'un des joueurs les plus sélectionnés de l'histoire de l'équipe des Pays-Bas, participant à la Coupe du monde 2006, 2010 (dont la finale) et 2014 et à l'Euro 2008 et 2012.
De 2023 à 2025, il entraîne le Beerschot VA à Anvers.

## Biographie

### Carrière de joueur

#### À Utrecht
Dirk Kuyt entre dans le monde professionnel à 18 ans en 1998 en signant au FC Utrecht après avoir fait ses classes aux Quick Boys. Conscients d'avoir fait une belle affaire en engageant le joueur, les dirigeants l'intègrent rapidement à l'équipe première. Dirk Kuyt ne déçoit pas et devient, en peu de temps, une pièce maîtresse de la formation néerlandaise. Ses prestations ne laissent pas insensible le sélectionneur des Pays-Bas Espoirs et comptera 13 sélections pour 6 buts marqués entre 2000 et 2001. En 2002, Dirk Kuyt et son équipe arrivent jusqu'en finale de la Coupe des Pays-Bas et perd en prolongation contre le grand Ajax Amsterdam. Un an plus tard, Dirk Kuyt est élu joueur de l'année du Championnat des Pays-Bas en 2003 et Utrecht arrive une nouvelle fois en finale de la Coupe des Pays-Bas et s'impose largement (4-1) contre le Feyenoord Rotterdam qu'il rejoint quelques mois plus tard.

#### Au Feyenoord Rotterdam
Dirk Kuyt débarque à Rotterdam à l'âge de 23 ans pour 1 million d'euros avec un statut de « future star des Pays-Bas » pour remplacer Pierre van Hooijdonk parti à Fenerbahçe. Fort de son expérience à Utrecht, Dirk confirme rapidement les espoirs placés en lui et est appelé en équipe nationale des Pays-Bas un an après son transfert alors qu'il vient de remporter le titre de meilleur buteur du Championnat avec 29 réalisations. En trois ans à Feyenoord, Dirk Kuyt aura inscrit 83 buts en 122 rencontres disputées et sera le meilleur buteur de son équipe durant les trois saisons effectuées au club. Au Feyenoord, Kuyt forme un duo redoutable avec Salomon Kalou, il remporte une nouvelle fois le titre de joueur de l'année du Championnat des Pays-Bas en 2006 et tape dans l'œil des plus grands clubs européens. C'est le grand Liverpool qui rafle la mise.
Kuyt n'a manqué que cinq matchs en sept saisons de 1999 à 2006 et a joué 179 matchs consécutifs entre 2001 et 2006.

#### À Liverpool

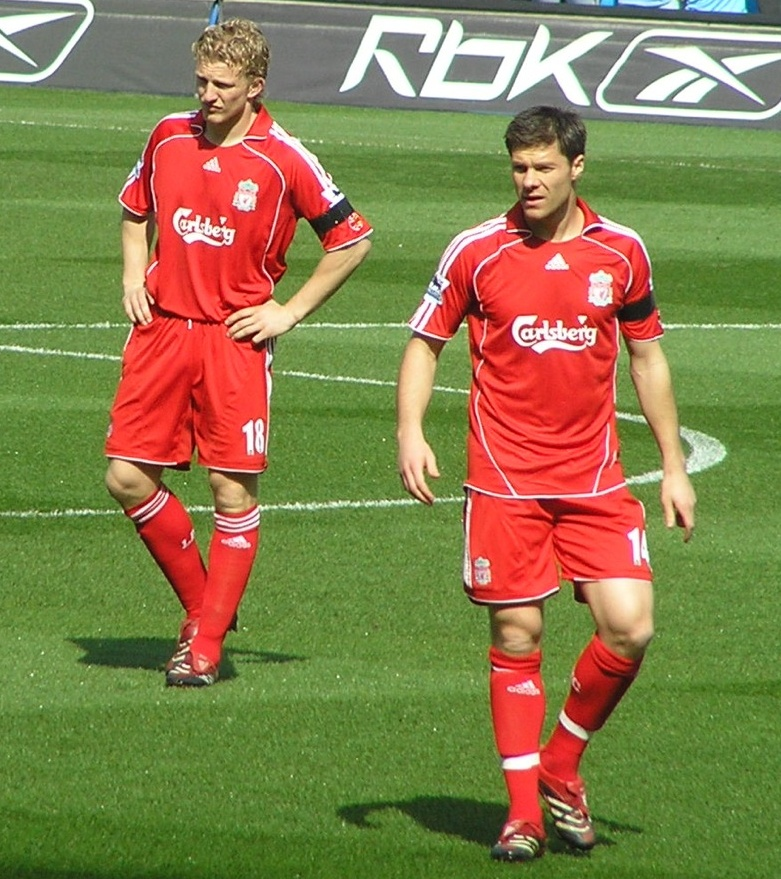
Kuyt (à gauche) avec Xabi Alonso sous les couleurs de Liverpool en 2007.

Dirk Kuyt arrive sur les bords de la Mersey en 2006, arrivant tout droit du Feyenoord Rotterdam pour 10 millions de livres. Il marque très vite dans son nouveau club, jouant la plupart du temps ailier droit.
Très apprécié par les supporters anglais, Kuyt est un joueur avec une force de caractère et un mental dignes de son club. Il se bat sur tous les ballons, joue tous les matches en intégralité, exerce un pressing constant sur les joueurs adverses. Son mental de guerrier lui a valu le respect et l'admiration des fans, tout comme son nombre de buts avec Liverpool.
Joueur inamovible du système de jeu de Rafael Benitez, Kuyt fut durant son passage au club l'un des piliers de Liverpool avec Gerrard, Carragher et Reina. Il est généralement le troisième meilleur buteur du club chaque saison, derrière Fernando Torres et Steven Gerrard, avec une moyenne de 15 buts par saison, toutes compétitions confondues.
Le 6 mars 2011, Dirk Kuyt inscrit un triplé sur la pelouse d'Anfield face à leur ennemi juré Manchester United, dont le premier est inscrit sur un travail extraordinaire de la recrue hivernale Luis Suárez qui crucifie trois défenseurs mancuniens avant d'effectuer un petit pont sur Edwin van der Sar pour servir Kuyt.
Moins utilisé lors de sa dernière saison, il quitte le club en juin 2012, après 285 matchs sous le maillot des Reds.

#### À Fenerbahçe

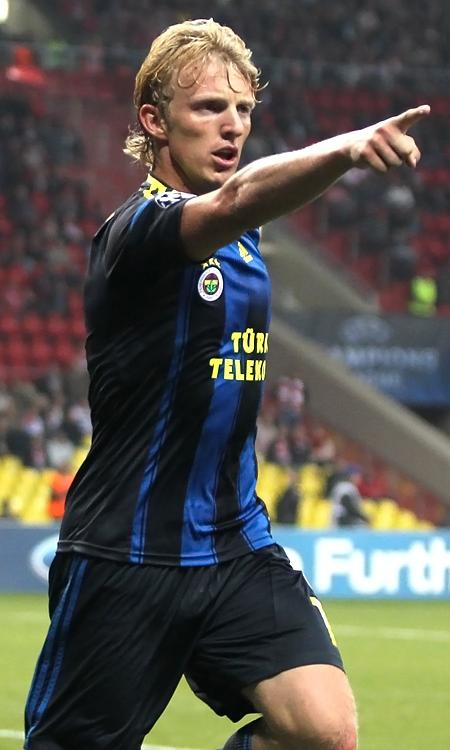
Dirk Kuyt en 2012 avec Fenerbahçe.

Le 3 juin 2012, Fenerbahçe annonce la signature de Dirk Kuyt pour trois ans et 1,2 million d'euros, le transfert prenant effet le 1er juillet 2012.
À 32 ans, Dirk est en concurrence avec Moussa Sow (26 ans, 0,58 but par match la saison précédente) pour mener l'attaque en championnat et en Ligue des champions 2013. Les débuts du Néerlandais sous le maillot stambouliote sont impressionnants puisqu'il inscrit sept buts lors de ses dix premières rencontres : trois buts dans les phases de qualification de la Ligue des champions, un but en finale de la Supercoupe, un but en Ligue Europa et deux buts dans la Süper Lig, loin devant Sow qui lui aura quelque peu raté le début de la saison, en n'inscrivant que trois buts (deux dans les phases de qualification de la C1 et un dans la Ligue turque). Cependant, le Néerlandais connaît une période creuse après le match contre les Allemands de Mönchengladbach, où il a inscrit un but : en effet, Kuyt fit moins bonne impression pendant les matchs de Beşiktaş, Bursaspor, AEL Limassol et Antalyaspor, où, même s'il a été très travailleur, il n'a pas inscrit le moindre but, alors que son coéquipier Moussa Sow retrouve peu à peu ses couleurs en inscrivant trois buts lors de cette phase de quatre matchs. Lors de la défaite du Fenerbahçe face à Karabükspor le 22 décembre, il inscrit le seul but des siens (1-3) pour ensuite entrer dans une longue période sans but à son actif en championnat. Il vaincra cette malchance le 10 mars 2013 en inscrivant le troisième but de son équipe contre Bursaspor (victoire 4-1). Il joue la plupart du temps sur l'aile droite alors que les emplacements de Sow et du nouvel arrivé Pierre Webó varient (ils jouent tous les deux tantôt sur l'aile gauche, tantôt en tant que buteurs). Dirk termine la saison avec 17 buts toutes compétitions confondues, deuxième meilleur buteur de la saison du Fenerbahçe derrière Moussa Sow qui a comptabilisé 19 buts. Le Néerlandais a été d'ailleurs le plus gros atout offensif du club turc en compétitions européennes cette saison, avec sept buts à son actif (trois buts lors des phases de qualification de la Ligue des champions et quatre buts en Ligue Europa), devançant ainsi le Brésilien Cristian, le Sénégalais Moussa Sow et le Turc Caner Erkin, qui auront tous les trois inscrit trois buts pendant la campagne européenne du Fenerbahçe.
Il réalise ses deux premières passes décisives de la saison 2013-2014 lors du match opposant son club au Red Bull Salzbourg à domicile,  pour le compte des matchs retours du troisième tour de qualification pour la Ligue des champions. Son équipe se qualifie en l'emportant sur un score de trois buts à un après la revanche qui avait pris fin sur le score de 1-1 en Autriche. le club turc s'incline finalement lors du troisième tour de qualification face au club anglais d'Arsenal FC, ce dernier remportant les deux rencontres, 3 à 0 puis 2 à 0. Finalement privé de compétitions européennes en raison d'une affaire de matchs truqués, le club turc remporte le titre de champion de Turquie, compétition où Kuyt inscrit dix buts.

#### Retour au Feyenoord
Le 10 avril 2015, il annonce qu'il rejoindra le Feyenoord Rotterdam à l'issue de la saison. 
Kuyt se fait remarquer le 18 octobre 2015 en réalisant un triplé en championnat, sur la pelouse du SC Heerenveen. Il permet ainsi à son équipe de s'imposer (2-5 score final). L'ailier néerlandais récidive lors de la journée suivante, le 25 octobre 2015, avec un nouveau triplé contre l'AZ Alkmaar, permettant à Feyenoord de l'emporter par trois buts à un.
À l'issue de la saison 2016-2017, Dirk Kuyt remporte le championnat néerlandais, le premier titre pour Feyenoord depuis 1999. Il inscrit un triplé lors du dernier match de la saison, le 14 mai 2017 face à l'Heracles Almelo (3-1 score final), il donne ainsi la victoire à son équipe et offre le titre de champion des Pays-Bas à son club formateur. Quelques jours plus tard, le 17 mai, il annonce qu'il prend sa retraite.

### En équipe nationale

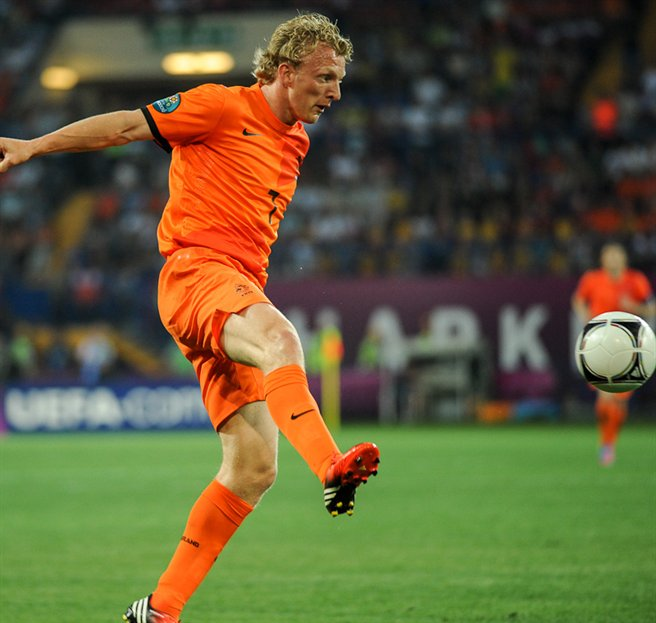
Dirk Kuyt à l'Euro 2012.

Dirk Kuyt honore sa première sélection avec l'équipe nationale des Pays-Bas le 3 septembre 2004 à l'occasion d'un match amical face au Liechtenstein. Il entre en jeu à la mi-temps à la place de Romano Denneboom et se distingue en délivrant une passe décisive pour Denny Landzaat, contribuant à la victoire de son équipe par trois buts à zéro. Il inscrit son premier but sous le maillot Oranje dès sa troisième sélection, face à la Macédoine du Nord le 9 octobre 2004 (2-2).
Kuyt participe à la coupe du monde 2006 et l'Euro 2008. Durant ce championnat d'Europe, Dirk Kuyt inscrit son premier but lors d'une grande compétition face à la France. Il est également sélectionné pour le mondial 2010. Titulaire pour le premier match des Bataves face au Danemark, Kuyt inscrit le deuxième but de son équipe (score final 2-0). Réputé très sympathique et altruiste, il offrit même le but à Wesley Sneijder puis le porta sur son dos en guise de célébration.
Durant la coupe du monde 2014, il fête sa centième sélection lors de la victoire de son équipe sur le score de 2 à 1 en huitième de finale contre le Mexique. Il annonce l'arrêt de sa carrière internationale après la coupe du monde.

### Carrière d'entraîneur
Le 2 juin 2022, Dirk Kuyt est nommé entraîneur principal de l'ADO La Haye, club évoluant alors en deuxième division néerlandaise,. Le 24 novembre 2022, Kuyt est limogé de son poste d'entraîneur de l'ADO La Haye. Il est porté responsable de la mauvaise première partie de saison du club, qui est alors dix-septième de deuxième division et réalise le pire début de saison de son histoire,.
Le 28 décembre 2023, Kuyt retrouve un poste en étant nommé entraîneur principal du Beerschot VA, club évoluant alors en deuxième division belge.
Il termine champion de la 2e division belge et permet au club d'Anvers de retrouver la Jupiler Pro League, 2 ans après l'avoir quitté.
Fort de ce succès, les dirigeants anversois décident de prolonger le contrat du néerlandais jusqu'en juin 2025.
Le 27 juin 2025, Dirk Kuyt est nommé entraîneur principal du FC Dordrecht, club évoluant alors en deuxième division néerlandaise. Il signe un contrat d'un an.

## Palmarès

### En club
- Champion de Turquie en 2014 avec Fenerbahçe
- Champion des Pays-Bas en 2017 avec le Feyenoord Rotterdam
- Vainqueur de la Coupe des Pays-Bas en 2003 avec le FC Utrecht et en 2016 avec le Feyenoord Rotterdam
- Vainqueur de la Coupe de Turquie en 2013 avec Fenerbahçe
- Vainqueur de la League Cup en 2012 avec Liverpool
- Vainqueur de la Supercoupe de Turquie en 2014 avec Fenerbahçe
- Finaliste de la Ligue des Champions en 2007 avec Liverpool
- Finaliste de la Coupe des Pays-Bas en 2002 avec le FC Utrecht
- Finaliste de la Coupe d'Angleterre en 2012 avec Liverpool

### En équipe des Pays-Bas
- 104 sélections et 24 buts entre 2005 et 2014
- Participation à la Coupe du Monde en 2006 (1/8 de finaliste), en 2010 (Finaliste) et en 2014 (3e)
- Participation au Championnat d'Europe des Nations en 2008 (1/4 de finaliste)

### Distinctions individuelles
- Élu joueur de l’année d'Eredivisie en 2003 et en 2006
- Meilleur buteur d'Eredivisie en 2005 (29 buts) avec le Feyenoord Rotterdam

## Statistiques
| Saison                | Club                  | Championnat           | Championnat | Championnat | Championnat | Coupe nationale | Coupe nationale | Coupe nationale | Coupe de la Ligue | Coupe de la Ligue | Coupe de la Ligue | Supercoupe | Supercoupe | Supercoupe | Compétition(s) continentale(s) | Compétition(s) continentale(s) | Compétition(s) continentale(s) | Compétition(s) continentale(s) | Autres compétitions | Autres compétitions | Autres compétitions | Pays-Bas | Pays-Bas | Pays-Bas | Total | Total | Total |
| Saison                | Club                  | Division              | M.          | B.          | P.d.        | M.              | B.              | P.d.            | M.                | B.                | P.d.              | M.         | B.         | P.d.       | Comp.                          | M.                             | B.                             | P.d.                           | M.                  | B.                  | P.d.                | M.       | B.       | P.d.     | M.    | B.    | P.d.  |
| 1997-1998             | Quick Boys            | D4                    | 6           | 3           | 0           | -               | -               | -               | -                 | -                 | -                 | -          | -          | -          | -                              | -                              | -                              | -                              | -                   | -                   | -                   | -        | -        | -        | 6     | 3     | 0     |
| Sous-total            | Sous-total            | Sous-total            | 6           | 3           | 0           | -               | -               | -               | -                 | -                 | -                 | -          | -          | -          | -                              | -                              | -                              | -                              | -                   | -                   | -                   | -        | -        | -        | 6     | 3     | 0     |
| 1998-1999             | FC Utrecht            | Eredivisie            | 28          | 5           | 1           | 2               | 1               | 0               | -                 | -                 | -                 | -          | -          | -          | -                              | -                              | -                              | -                              | -                   | -                   | -                   | -        | -        | -        | 30    | 6     | 1     |
| 1999-2000             | FC Utrecht            | Eredivisie            | 32          | 6           | 2           | 4               | 4               | 0               | -                 | -                 | -                 | -          | -          | -          | -                              | -                              | -                              | -                              | -                   | -                   | -                   | -        | -        | -        | 36    | 10    | 2     |
| 2000-2001             | FC Utrecht            | Eredivisie            | 32          | 13          | 8           | 5               | 3               | 0               | -                 | -                 | -                 | -          | -          | -          | -                              | -                              | -                              | -                              | -                   | -                   | -                   | -        | -        | -        | 37    | 16    | 8     |
| 2001-2002             | FC Utrecht            | Eredivisie            | 34          | 7           | 11          | 3               | 3               | 0               | -                 | -                 | -                 | -          | -          | -          | C3                             | 4                              | 1                              | 0                              | -                   | -                   | -                   | -        | -        | -        | 41    | 11    | 11    |
| 2002-2003             | FC Utrecht            | Eredivisie            | 34          | 20          | 5           | 4               | 2               | 0               | -                 | -                 | -                 | -          | -          | -          | C3                             | 2                              | 1                              | 0                              | -                   | -                   | -                   | -        | -        | -        | 40    | 23    | 5     |
| Sous-total            | Sous-total            | Sous-total            | 160         | 41          | 28          | 14              | 11              | 0               | -                 | -                 | -                 | -          | -          | -          | -                              | -                              | -                              | -                              | -                   | -                   | -                   | -        | -        | -        | 174   | 52    | 28    |
| 2003-2004             | Feyenoord             | Eredivisie            | 34          | 20          | 12          | 4               | 2               | 0               | -                 | -                 | -                 | -          | -          | -          | C3                             | 4                              | 1                              | 0                              | -                   | -                   | -                   | -        | -        | -        | 42    | 23    | 12    |
| 2004-2005             | Feyenoord             | Eredivisie            | 34          | 29          | 13          | 3               | 4               | 1               | -                 | -                 | -                 | -          | -          | -          | C3                             | 7                              | 3                              | 3                              | -                   | -                   | -                   | 10       | 3        | 0        | 54    | 39    | 17    |
| 2005-2006             | Feyenoord             | Eredivisie            | 33          | 22          | 18          | 1               | 0               | 0               | -                 | -                 | -                 | -          | -          | -          | C3                             | 4                              | 1                              | 0                              | 2                   | 2                   | 0                   | 12       | 1        | 0        | 52    | 26    | 18    |
| 2006                  | Feyenoord             | Eredivisie            | -           | -           | -           | -               | -               | -               | -                 | -                 | -                 | -          | -          | -          | -                              | -                              | -                              | -                              | -                   | -                   | -                   | 1        | 0        | 0        | 1     | 0     | 0     |
| Sous-total            | Sous-total            | Sous-total            | 101         | 71          | 42          | 8               | 4               | 1               | -                 | -                 | -                 | -          | -          | -          | -                              | 14                             | 5                              | 3                              | 2                   | 2                   | 0                   | 23       | 4        | 0        | 148   | 86    | 46    |
| 2006-2007             | Liverpool FC          | Premier League        | 34          | 12          | 4           | 1               | 1               | 0               | 2                 | 0                 | 0                 | -          | -          | -          | C1                             | 12                             | 1                              | 2                              | -                   | -                   | -                   | 8        | 1        | 0        | 57    | 15    | 6     |
| 2007-2008             | Liverpool FC          | Premier League        | 32          | 3           | 7           | 4               | 1               | 0               | -                 | -                 | -                 | -          | -          | -          | C1                             | 12                             | 7                              | 2                              | -                   | -                   | -                   | 11       | 3        | 2        | 59    | 14    | 11    |
| 2008-2009             | Liverpool FC          | Premier League        | 38          | 12          | 8           | 2               | 0               | 0               | -                 | -                 | -                 | -          | -          | -          | C1                             | 11                             | 3                              | 2                              | -                   | -                   | -                   | 11       | 4        | 0        | 62    | 19    | 10    |
| 2009-2010             | Liverpool FC          | Premier League        | 37          | 9           | 3           | 2               | 0               | 0               | 2                 | 0                 | 0                 | -          | -          | -          | C1+C3                          | 6+7                            | 1+1                            | 0+1                            | -                   | -                   | -                   | 17       | 4        | 4        | 71    | 15    | 8     |
| 2010-2011             | Liverpool FC          | Premier League        | 33          | 13          | 6           | 1               | 0               | 0               | -                 | -                 | -                 | -          | -          | -          | C3                             | 7                              | 2                              | 0                              | -                   | -                   | -                   | 8        | 6        | 3        | 49    | 21    | 9     |
| 2011-2012             | Liverpool FC          | Premier League        | 34          | 2           | 1           | 6               | 1               | 0               | 5                 | 2                 | 0                 | -          | -          | -          | -                              | -                              | -                              | -                              | -                   | -                   | -                   | 12       | 2        | 4        | 57    | 7     | 5     |
| Sous-total            | Sous-total            | Sous-total            | 208         | 51          | 29          | 16              | 3               | 0               | 9                 | 2                 | 0                 | -          | -          | -          | -                              | 54                             | 15                             | 7                              | -                   | -                   | -                   | 67       | 20       | 13       | 354   | 91    | 49    |
| 2012-2013             | Fenerbahçe            | Süper Lig             | 31          | 8           | 8           | 7               | 1               | 3               | -                 | -                 | -                 | 1          | 1          | 0          | C1+C3                          | 4+13                           | 3+4                            | 0+1                            | -                   | -                   | -                   | 4        | 0        | 0        | 60    | 17    | 12    |
| 2013-2014             | Fenerbahçe            | Süper Lig             | 32          | 10          | 6           | -               | -               | -               | -                 | -                 | -                 | 1          | 0          | 0          | C1                             | 4                              | 0                              | 2                              | -                   | -                   | -                   | 9        | 0        | 1        | 46    | 10    | 9     |
| 2014-2015             | Fenerbahçe            | Süper Lig             | 30          | 8           | 5           | 2               | 2               | 0               | -                 | -                 | -                 | 1          | 0          | 0          | -                              | -                              | -                              | -                              | -                   | -                   | -                   | 1        | 0        | 0        | 34    | 10    | 5     |
| Sous-total            | Sous-total            | Sous-total            | 126         | 37          | 19          | 9               | 3               | 3               | -                 | -                 | -                 | 3          | 1          | 0          | -                              | 21                             | 7                              | 3                              | -                   | -                   | -                   | 14       | 0        | 1        | 173   | 48    | 26    |
| 2015-2016             | Feyenoord             | Eredivisie            | 32          | 19          | 3           | 6               | 4               | 0               | -                 | -                 | -                 | -          | -          | -          | -                              | -                              | -                              | -                              | -                   | -                   | -                   | -        | -        | -        | 38    | 23    | 3     |
| 2016-2017             | Feyenoord             | Eredivisie            | 31          | 12          | 4           | 3               | 3               | 0               | -                 | -                 | -                 | 1          | 0          | 0          | C3                             | 5                              | 0                              | 0                              | -                   | -                   | -                   | -        | -        | -        | 40    | 15    | 4     |
| Sous-total            | Sous-total            | Sous-total            | 63          | 31          | 7           | 9               | 7               | 0               | -                 | -                 | -                 | 1          | 0          | 0          | -                              | 5                              | 0                              | 0                              | -                   | -                   | -                   | -        | -        | -        | 78    | 38    | 7     |
| Total sur la carrière | Total sur la carrière | Total sur la carrière | 664         | 234         | 125         | 58              | 31              | 4               | 8                 | 2                 | 0                 | 4          | 1          | 0          | -                              | 99                             | 29                             | 13                             | 2                   | 2                   | 0                   | 104      | 24       | 14       | 939   | 323   | 156   |